# Liste der Schweizer Botschafter in Dänemark
Schweizer Botschafter in Dänemark.

## Missionschefs
| Schweizer Botschafter in Kopenhagen | Schweizer Botschafter in Kopenhagen                  | Schweizer Botschafter in Kopenhagen |
| Amtsbeginn                          | Name                                                 | Amtsende                            |
| ----------------------------------- | ---------------------------------------------------- | ----------------------------------- |
| 21. Dezember 1945                   | Jean Frédéric Wagnière (1899–1984) – Geschäftsträger | 26. November 1948                   |
| 16. November 1948                   | Alexandre Girardet (1889–1973) – Gesandter           | 31. Oktober 1954                    |
| 4. November 1954                    | Camille Gorgé (1893–1978)                            | 3. Juni 1957                        |
| 3. Juni 1957                        | Camille Gorgé (1893–1978) – Botschafter              | 31. Oktober 1958                    |
| 8. Oktober 1959                     | Arnold Sonderegger (1898–1969)                       | 14. Dezember 1963                   |
| 5. März 1964                        | Erwin Bernath (1911–1990)                            | 14. Juni 1969                       |
| 1969                                | Walter Jaeggi (1913–1982)                            | 1. Januar 1976                      |
| 14. September 1976                  | Rudolf Hartmann (1916–2002)                          | 31. Oktober 1981                    |
| 1. Januar 1982                      | Gustave Dubois                                       | 30. Juni 1984                       |
| 1. August 1984                      | Charles Henry Bruggmann (1927–2013)                  | 30. November 1987                   |
| 1. November 1987                    | Gaudenz von Salis (1936–)                            | 31. Juli 1990                       |
| 19. Juli 1990                       | Daniel Dayer (1940–)                                 | 1. September 1994                   |
| 6. November 1994                    | André von Graffenried (1945–)                        | 4. Juni 1998                        |
| 4. Juni 1998                        | Jean-Marc Boulgaris (1942–)                          | 14. Juli 2002                       |
| 15. Juli 2002                       | Jürg Streuli (1945–)                                 | 4. Oktober 2004                     |
| 18. Oktober 2004                    | André Faivet (1944–)                                 | 31. Mai 2008                        |
| 20. Oktober 2008                    | Paul Viktor Christen (1947–2018)                     | Oktober 2012                        |
| 12. Oktober 2012                    | Denis Feldmeyer (1950–)                              | –                                   |
|                                     | Benedikt Wechsler                                    | Juli 2019                           |
| 1. September 2019                   | Florence Tinguely Mattli (1964-)                     |                                     |

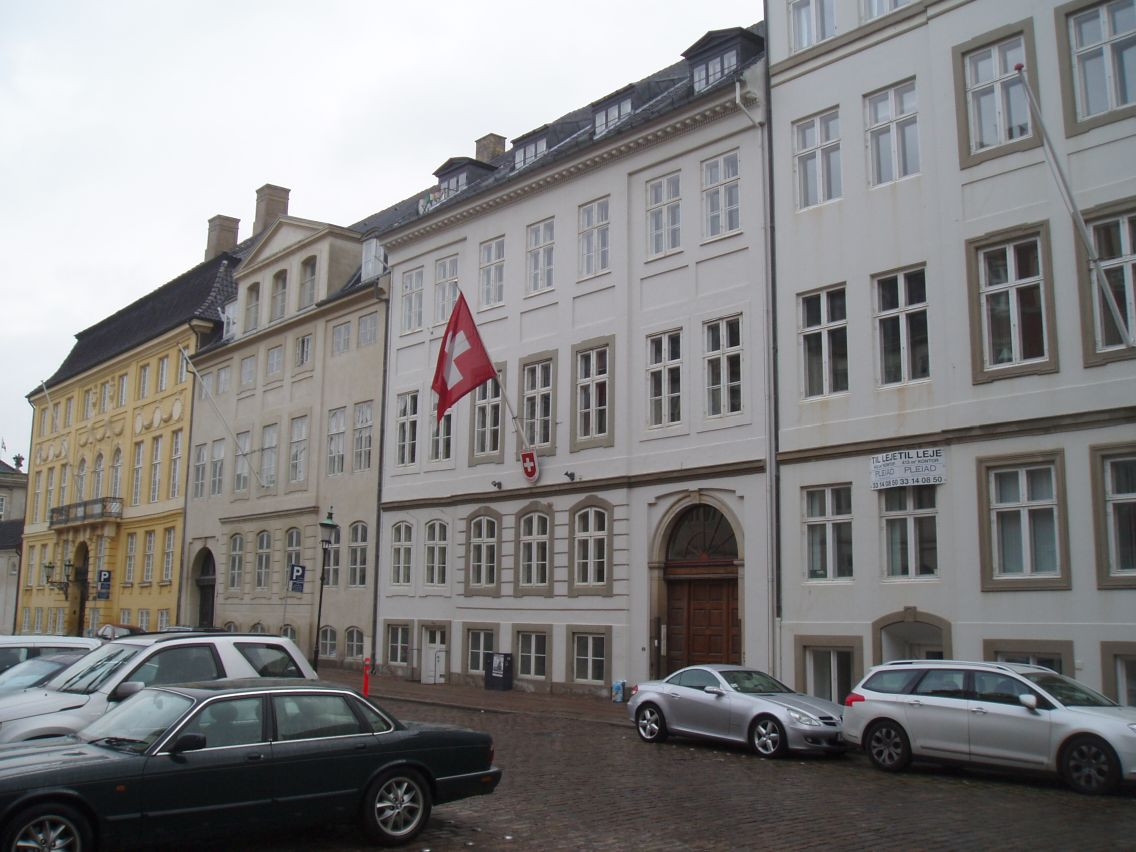
Schweizer Botschaft, Amaliegade 14 im Kopenhagener Stadtteil Frederiksstaden

Seit 1921 Generalkonsulat, ab 1945 selbständige Gesandtschaft, ab 1957 Botschaft.